# ليون روبنيك
ليون روبنيك (10 أغسطس 1880- 4 سبتمبر 1946) كان جنرالًا سلوفينيًا في مملكة يوغوسلافيا تعاون مع القوات الفاشية الإيطالية والنازية الألمانية خلال الحرب العالمية الثانية. شغل روبنيك منصب رئيس الحكومة الإقليمية لمقاطعة ليوبليانا التي احتلها النازيون من نوفمبر 1943 إلى أوائل مايو 1945. بين سبتمبر 1944 وأوائل مايو 1945، شغل أيضًا منصب كبير مفتشي الحرس السلوفيني الرئيسي رغم أنه لم يكن لديه أي قيادة عسكرية حتى الشهر الأخير من الحرب.:97, 295–96

## وظيفة مبكرة
وُلِد روبنيك في لوكفي بالقرب من غوريزيا، وهي قرية في ما كان يُعرف آنذاك بمقاطعة غوريزيا وغراديسا النمساوية (التي أصبحت الآن جزءًا من نوفا جوريكا، جنوب غرب سلوفينيا). جندي محترف من 1895 إلى 1899 درس في الأكاديمية العسكرية للمشاة في تريست. وتخرج كملازم ثانٍ مبتدئ. استمر تعليمه في فيينا من 1905 إلى 1907. بعد الحرب العالمية الأولى انضم إلى الجيش اليوغوسلافي الملكي في مايو 1919 برتبة رائد أركان نشط. بعد ذلك صعد إلى الرتب ليصبح مقدمًا (1923)، عقيدًا (1927)، عميدًا (1933) ولواءًا (1937). عندما غزا الفيرماخت مملكة يوغوسلافيا في 6 أبريل 1941، كان روبنيك رئيس أركان مجموعة الجيش الأول.